# 托妮·克朗克
托妮·克朗克（英語：Toni Cronk，1980年3月27日—），澳大利亚女子曲棍球运动员。她曾代表澳大利亚参加2006年和2010年英联邦运动会曲棍球比赛，获得二枚金牌。她也曾参加2004年和2012年夏季奥运会。